# Verdrag van Fontainebleau (1785)
Het Verdrag van Fontainebleau van 8 november 1785 werd gesloten op het Kasteel van Fontainebleau (50 km ten zuidoosten van Parijs) tussen keizer Jozef II – in zijn functie als landsheer van de Oostenrijkse Nederlanden – en de Republiek der Zeven Verenigde Nederlanden. Het maakte een einde aan de zogenaamde Keteloorlog (1781–1785). Er werden voornamelijk grenskwesties geregeld. Daarnaast legden de Zuidelijke Nederlanden zich neer bij het verplichte overladen op de Westerschelde (de "sluiting van de Schelde").

## Een oorlog dreigt

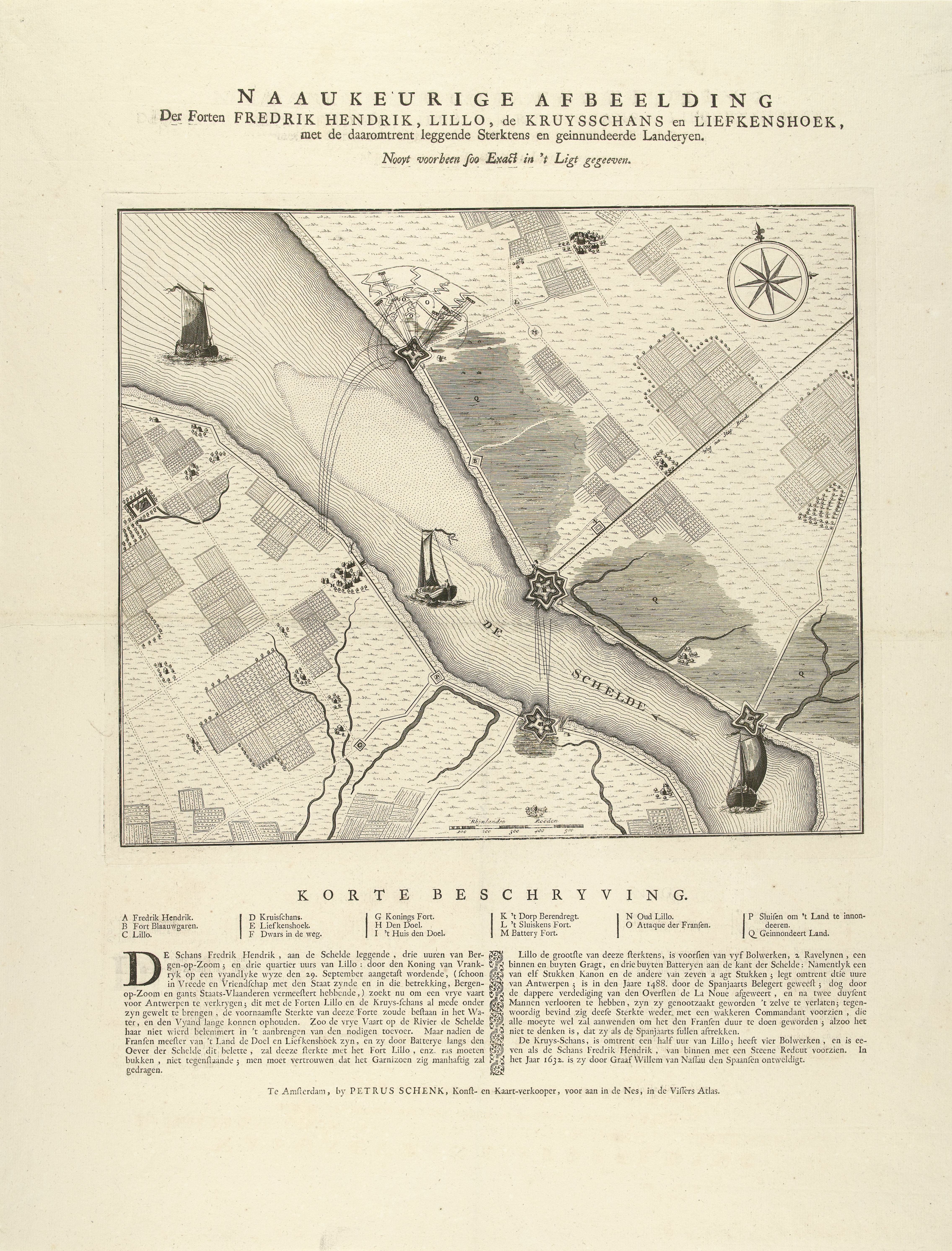
Kaart van de Staatse Scheldeforten in de Zuidelijke Nederlanden (1747).

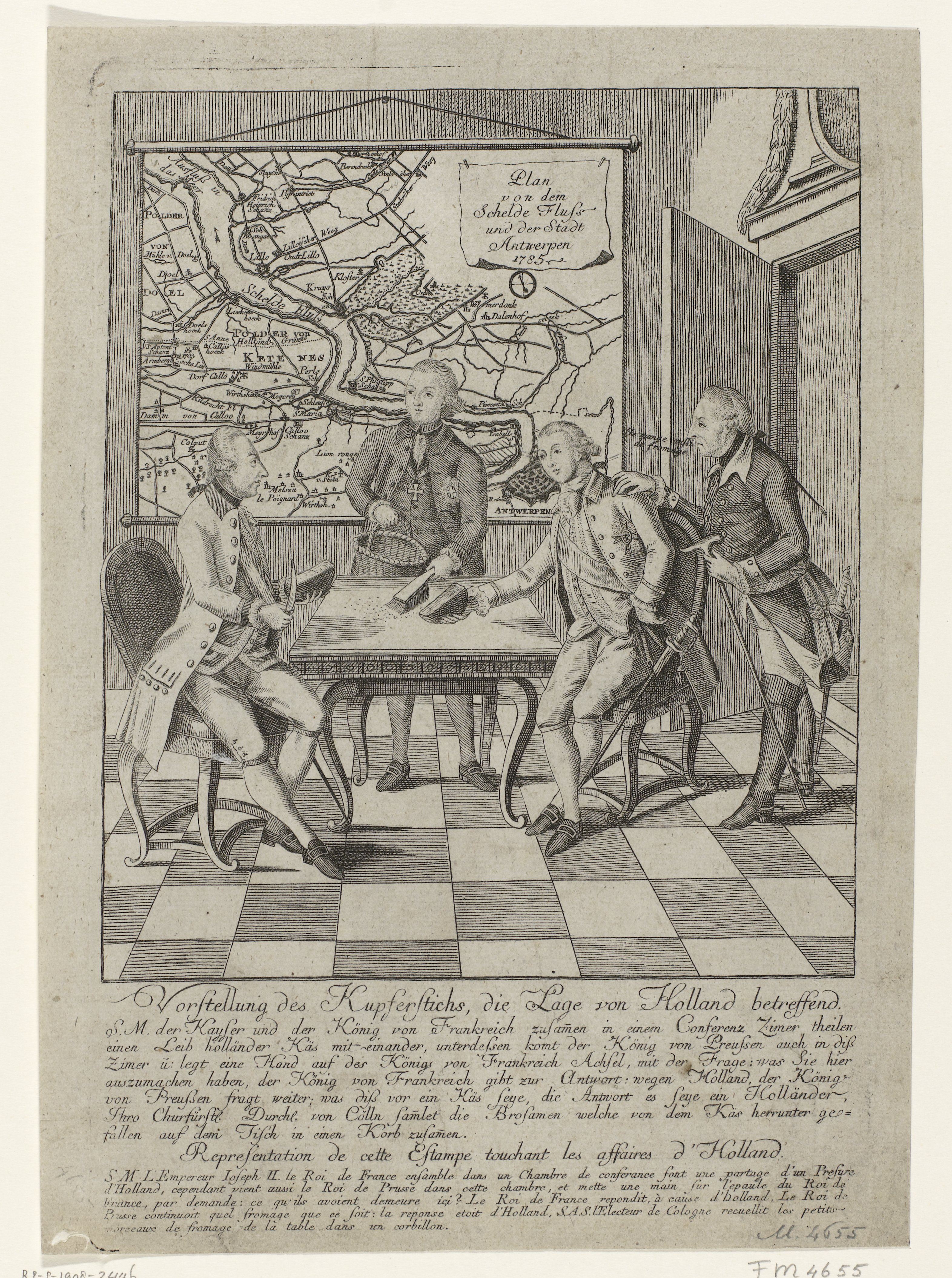
Spotprent uit 1785/1786. Jozef II en Lodewijk XVI eten van een Hollandse kaas. Maximiliaan-Frans van Münster en Keulen en Frederik II van Pruisen doen er niets tegen.

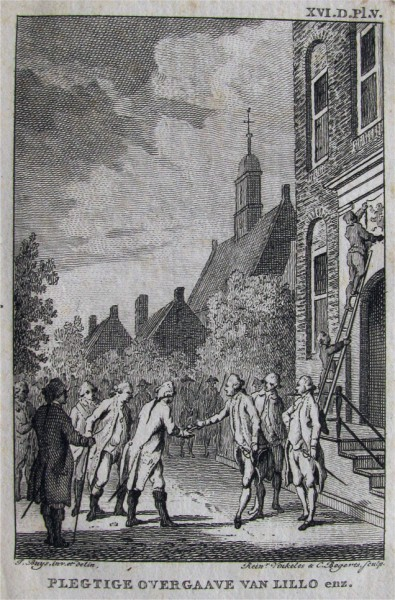
Februari 1786: Oud-Lillo en de Staatse Scheldeforten worden plechtig overgedragen.

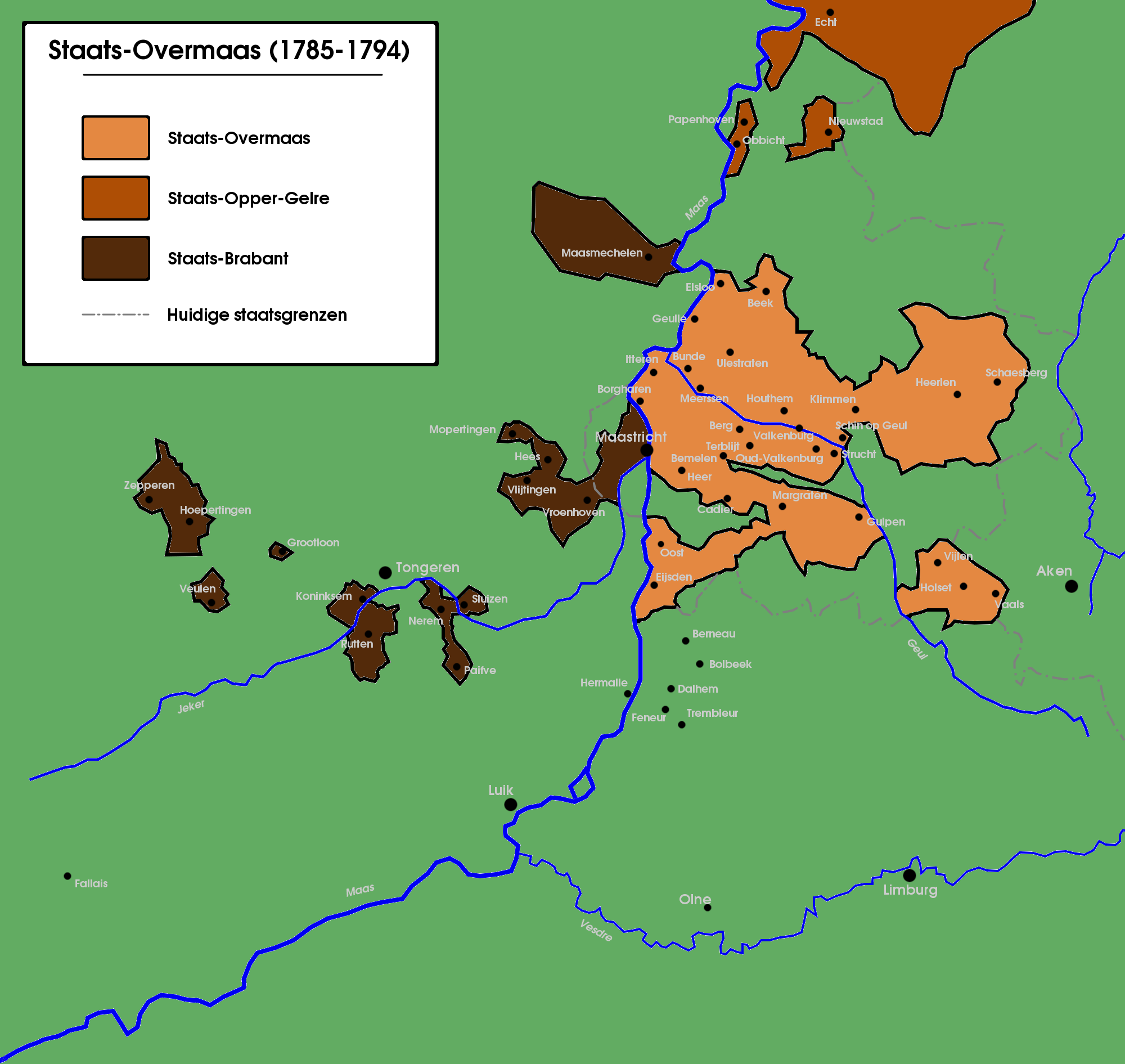
De omvang van Staats-Overmaas en Staats-Opper-Gelre vanaf 1786.

Indien de Keteloorlog escaleerde tot een gewapend conflict, voelde Jozef II zich gesteund door het machtige Frankrijk, een bondgenoot sinds de renversement des alliances. Door de oplopende spanningen zocht ook de Republiek toenadering tot Frankrijk (begin 1784). Frankrijk toonde belangstelling, omdat beide landen gezamenlijk hun koloniale rijk konden beschermen tegen het Britse Rijk. Het wachtte echter totdat Oostenrijk zijn eisen tegenover de Republiek had bekendgemaakt (mei 1784). Pas in juni 1784 opende Frankrijk de onderhandelingen over een toekomstige alliantie met de Republiek. Bovendien behield de Franse regering het recht, geen partij te kiezen in de Keteloorlog. Toch besefte de Republiek dat Frankrijk er alles aan zou doen om te voorkomen dat er oorlog uitbrak tussen haar bondgenoten. Dit zorgde ervoor dat de Republiek volhardde in haar reacties op de Oostenrijkse eisen.
Na het incident op de Westerschelde (oktober 1784) dreigde Jozef II met oorlog. Hij beval de overplaatsing en rekrutering van 40.000 tot 80.000 manschappen. De Republiek zette zich schrap voor een inval. De door Oostenrijk opgeëiste zones – Staats-Vlaanderen, de Staatse Scheldeforten en Maastricht – werden voorzien van extra manschappen. Ook verzochten de Staten-Generaal bij diverse Duitse staten, bepaalde regimenten tijdelijk over te nemen. Vanuit Oostenrijk vertrokken al regimenten in noordelijke richting. Bewindvoerders in de Republiek en het buitenland vreesden dat de Staatse verdediging niet het hoofd kon bieden aan een Oostenrijks offensief. De Republiek begon met inundaties langs de Zeeuwse grens, reikend van Sluis tot fort Liefkenshoek. De polders op Oostenrijks gebied raakten hun water niet meer kwijt en overstroomden eveneens.

## Standpunt van de buurlanden
Met de mogelijkheid dat een oorlog rampzalig kon uitdraaien voor de Republiek, keek iedereen naar Frankrijk. Op 5 november dreigde Vergennes dat Frankrijk vijandigheden zou openen tegen Oostenrijk, indien het offensief doorging. Anderzijds had Frankrijk te vrezen dat Groot-Brittannië zich dan zou mengen in de nieuwe oorlog op het vasteland, en partij zou kiezen tegen haar aartsrivaal Frankrijk. Oostenrijk langs haar kant, besefte dat Pruisen het conflict zou aangrijpen om zich opnieuw te richten tegen Oostenrijk. De Keteloorlog kon dus snel veranderen in een nieuwe Europese oorlog. Op 20 november verklaarde Jozef II dat hij bereid was om af te zien van een heropening van de Schelde, indien er een financiële vergoeding kwam voor alle andere kwesties.
In het geheim had Jozef II zich enkele maanden voordien al verzekerd van het vooruitzicht, de Zuidelijke Nederlanden te ruilen tegen het keurvorstendom Beieren. Hierdoor zou Jozef II alle Habsburgse erflanden concentreren in Zuid-Duitsland. Karel Theodoor van Beieren wou de Zuidelijke Nederlanden graag overnemen, omdat zijn thuisbasis en meeste bezittingen in het Rijnland lagen. Jozef II hield Luxemburg en Namen achter de hand, als een pasmunt om een snel akkoord te krijgen van Frankrijk. De Europese landen reageerden afwachtend op de gebiedsruil. Nochtans betekende het een uitweg uit de impasse, want de Oostenrijkse eisen ten aanzien van de Republiek zouden vervallen. Er kwam echter tegenstand van Pruisen, dat beducht was voor Oostenrijkse uitbreiding binnen het Heilige Roomse Rijk. In het voorjaar van 1785 begon Pruisen haar betrekkingen met de overige Duitse staten aan te halen. Jozef II moest de gebiedsruil laten varen. Het anti-Oostenrijkse sentiment zou leiden tot de oprichting van de Vorstenbond (juli 1785).

## Verloop van de onderhandelingen
Tegen februari 1785 had Jozef II reeds beschikking over 44.000 soldaten in de Zuidelijke Nederlanden. De Republiek verklaarde zich akkoord met zijn verklaring van 20 november, dat hij genoegen zou nemen met een vergoeding. Begin maart garandeerde Oostenrijk een voorlopige wapenstilstand. De Zeeuwse sluizen keerden terug naar hun normale werking, zodat de polders aan weerszijden van de grens opnieuw droogvielen om te kunnen bewerken. Op 24 juli brachten twee diplomaten in Wenen hun verontschuldigingen over namens de Staten-Generaal, voor de belediging die de keizerlijke vlag mogelijk had ondergaan tijdens het incident op de Westerschelde.
Begin augustus begonnen de onderhandelingen. Het Oostenrijkse bewind verdacht de Republiek ervan, het vredesproces te vertragen om tijd te winnen voor haar verdediging. Indien er geen akkoord werd gevonden tegen 15 september, zou Oostenrijk alsnog overgaan tot geweld. Het verlaagde zijn financiële eis van 18 tot 10 miljoen Hollandse gulden. In de Staten-Generaal kon een nipte meerderheid gevonden worden om 5 miljoen vrij te maken (22 augustus) maar dat was voor Oostenrijk onbespreekbaar. Begin september werden Oostenrijkse troepen samengetrokken voor een offensief.
Dankzij de tussenkomst van Vergennes besloot de Oostenrijkse diplomaat Mercy eigenhandig tot een bijkomend respijt van 10 dagen. Uiteindelijk kwam de Franse regering tussenbeide en beloofde het geldtekort bij te passen. Op basis daarvan kon de Republiek het principe-akkoord met Oostenrijk ondertekenen (20 september). Nadien werd het principe-akkoord in een verdragstekst gegoten, die ondertekend werd in het kasteel van Fontainebleau (8 november). In tussentijd was er tussen de Republiek en Frankrijk onenigheid ontstaan over het bij te passen geldtekort. Een Britse poging om de Republiek voor zich te winnen, deed Frankrijk alsnog akkoord gaan met de benodigde 4,5 miljoen gulden. Nu de plooien weer glad gestreken waren, kon het lang verwachte bondgenootschap tussen de Republiek en Frankrijk (sinds juni 1784) eindelijk geformaliseerd worden. De voorwaarden van het bondgenootschap werden ondertekend op 10 november 1785.

## Belangrijkste bepalingen
- Artikels 2 en 7-8-9: Over het Verdrag van Münster (1648) werd niet opnieuw onderhandeld. Staats-Vlaanderen en de controle over de Westerschelde bleven aan de Republiek. De sluiting van de Schelde bleef gehandhaafd. Wel werd de rivier tolvrij tot aan de grens. Daartoe kwamen de Staatse Scheldeforten bij de Zuidelijke Nederlanden: de Kruisschans, het fort Liefkenshoek, het fort Lillo en de schans Frederik-Hendrik.
- Artikels 3 en 4: De opzegging van het Barrièretraktaat werd bevestigd. Voortaan kon de Oostenrijkse regering invoertarieven heffen op buitenlandse handelswaren, zonder de Republiek te raadplegen. De grenscorrecties van 1718 werden definitief geschrapt, zodat men bleef bij de grens van 1664.
- Artikels 6 en 16: Voor de uitspoelingen en verzilting in polders van het Zuiden, ten gevolge van de inundaties, kregen getroffen grondbezitters een schadeloosstelling van 500.000 gulden. Voor toekomstige inundaties moest de Republiek garanderen dat de afwatering van Zuidelijke polders niet meer in het gedrang zou komen.
- Artikels 11 en 12: Aangaande het domein van de abdij van Postel bleven Reusel en Bladel Staats, maar bleef het gebied rond de abdij een kerkelijk vrijgoed.
- Artikels 14-15-17: De nooit uitgevoerde gebiedsruil van Maastricht met aanhorigheden (zoals beloofd in het Verdrag van Den Haag uit 1673) werd afgekocht aan 9,5 miljoen gulden. De aflossing moest gebeuren aan 1,25 miljoen gulden per kwartaal, zodat alles vereffend was tegen november 1787.
- Artikels 20 en 22: In weerwil van de bepaling aangaande Maastricht, behield Oostenrijk Argenteau-Hermal, Fallais (twee van de Redemptiedorpen) en Berneau (een van de elf banken van Sint-Servaas).
- Artikels 18-19-23: Dankzij kleine gebiedsruilen in het Maasland kwam men tot een rationalisering van de twee partages. De omgeving van Dalhem lag tussen Oostenrijkse gebieden en werd Oostenrijks. De omgeving van Oud-Valkenburg, evenals het dorp Schaesberg, werden Staats. De heerlijkheid Obbicht en Papenhoven lag ver van Oostenrijks-Gelre en werd overgedragen aan het nabije Staats-Opper-Gelre. Elsloo balanceerde tussen rijksvrijheid, de Republiek en de Zuidelijke Nederlanden, maar werd definitief Staats.

## Vervolg
In 1789 brak de Franse Revolutie uit, wat internationaal beantwoord werd met de Eerste Coalitieoorlog. Frankrijk slaagde erin de Zuidelijke Nederlanden permanent te bezetten (1794). De Republiek werd gedwongen om – amper 10 jaar na het Verdrag van Fontainebleau – gebieden zoals Staats-Vlaanderen en Staats-Overmaas alsnog af te staan op grond van het Haagse Verdrag van 1795. Toen België onafhankelijk werd, herstelde het Verdrag van Londen (1839) de oorspronkelijke toestand. De Westerschelde werd niet opnieuw gesloten, maar Nederland zou wel tol heffen tot 1863.